# Wełyki Dmytrowyczi
Wełyki Dmytrowyczi (ukr. Великі Дмитровичі, hist. pol. Dmitrowicze Wielkie) – wieś na Ukrainie, w obwodzie kijowskim, w rejonie obuchowskim, siedziba hromady. W 2001 liczyła 881 mieszkańców, wśród których 851 wskazało jako ojczysty język ukraiński, 21 rosyjski, 5 niemiecki, a 4 inny.